# 漢氏巴爾通體
漢氏巴爾通體（Bartonella henselae）是一種常見的、可導致貓抓病的真細菌，屬於巴爾通體屬。該細菌通過三聚体自身转运蛋白粘附素與宿主細胞貼合，進而入侵。

## 特徵
漢氏巴爾通體是一種革蘭氏陰性桿菌，該菌可以通過裂解—離心血培養法培養。通過Warthin-Starry染色法或類似的銀染法可以檢測到侵入組織中的漢氏巴爾通體。
漢氏巴爾通體的種名「henselae」係紀念1953年出生的美國微生物學家黛安·瑪麗·亨塞爾（ Diane Marie Hensel ）。她在1985年一場爆發於美國俄克拉何馬州的漢氏巴爾通體疫情中收集了大量的漢氏巴爾通體菌株、樣品。

## 臨床醫學
漢氏巴爾通體通常寄生於貓的血液中，當人被貓抓傷後，該菌就可能傳染給人。此外，几种节肢动物，如跳蚤、虱子、白蛉、蜱虫、螨虫和蜘蛛也可能做為傳染媒介將貓攜帶的漢氏巴爾通體傳染給人或其它哺乳动物。人被傳染漢氏巴爾通體後可能會患上貓抓病，表現出淋巴結腫大、疲倦、發熱、頭疼等症狀。

## 外部連結
- . NCBI Taxonomy Browser.   [2017-10-27]. 38323. （原始内容存档于2019-06-09）.
- Type strain of Bartonella henselae at BacDive -  the Bacterial Diversity Metadatabase （页面存档备份，存于）